# Bundestagswahlkreis Marburg
Der Wahlkreis Marburg (Wahlkreis 170, bis zur Bundestagswahl 2021 171, 2009: 172, vorher 173) ist ein Bundestagswahlkreis in Hessen. Der Wahlkreis umfasst den Landkreis Marburg-Biedenkopf.

## Wahlkreisgeschichte
| Wahl      | Wahlkreisname | Gebiet                                                                                           |
| --------- | ------------- | ------------------------------------------------------------------------------------------------ |
| 1949      | VI            | Stadt Marburg/Lahn, Landkreis Biedenkopf, Landkreis Marburg/Lahn                                 |
| 1953–1961 | 131 Marburg   | Stadt Marburg/Lahn, Landkreis Biedenkopf, Landkreis Marburg/Lahn                                 |
| 1965–1972 | 131 Marburg   | Stadt Marburg a. d. Lahn, Landkreis Biedenkopf, Landkreis Marburg ohne die Gemeinde Schiffelbach |
| 1976      | 131 Marburg   | Landkreis Marburg-Biedenkopf                                                                     |
| 1980–1998 | 129 Marburg   | Landkreis Marburg-Biedenkopf                                                                     |
| 2002–2005 | 173 Marburg   | Landkreis Marburg-Biedenkopf                                                                     |
| 2009      | 172 Marburg   | Landkreis Marburg-Biedenkopf                                                                     |
| 2013–2021 | 171 Marburg   | Landkreis Marburg-Biedenkopf                                                                     |

## Wahlkreisabgeordnete
| Wahl | Abgeordneter | Abgeordneter   | Partei | Stimmen in % |
| ---- | ------------ | -------------- | ------ | ------------ |
| 1949 |              | Ludwig Preiß   | FDP    | 36,2         |
| 1953 | 33,6         | Ludwig Preiß   | FDP    |              |
| 1957 |              | Ludwig Preiß   | DP     | 41,9         |
| 1961 |              | Gerhard Jahn   | SPD    | 41,5         |
| 1965 |              | Ludwig Preiß   | CDU    | 44,9         |
| 1969 |              | Gerhard Jahn   | SPD    | 49,2         |
| 1972 | 53,4         | Gerhard Jahn   | SPD    |              |
| 1976 | 47,3         | Gerhard Jahn   | SPD    |              |
| 1980 | 49,6         | Gerhard Jahn   | SPD    |              |
| 1983 |              | Friedrich Bohl | CDU    | 47,6         |
| 1987 | 43,6         | Friedrich Bohl | CDU    |              |
| 1990 | 42,3         | Friedrich Bohl | CDU    |              |
| 1994 |              | Brigitte Lange | SPD    | 43,1         |
| 1998 | 47,7         | Brigitte Lange | SPD    |              |
| 2002 |              | Sören Bartol   | SPD    | 47,8         |
| 2005 | 47,5         | Sören Bartol   | SPD    |              |
| 2009 | 38,9         | Sören Bartol   | SPD    |              |
| 2013 | 43,7         | Sören Bartol   | SPD    |              |
| 2017 | 35,7         | Sören Bartol   | SPD    |              |
| 2021 | 36,9         | Sören Bartol   | SPD    |              |
| 2025 | 30,3         | Sören Bartol   | SPD    |              |

## Wahlergebnisse

### Bundestagswahl 2025
| Kandidaten                                            | Kandidaten                  | Parteien/Listen     | Erststimmen | Erststimmen | Zweitstimmen | Zweitstimmen |
| Kandidaten                                            | Kandidaten                  | Parteien/Listen     | Stimmen     | %           | Stimmen      | %            |
| ----------------------------------------------------- | --------------------------- | ------------------- | ----------- | ----------- | ------------ | ------------ |
|                                                       | Sören Bartolgewählt im WK   | SPD                 | 45.774      | 30,3        | 31.104       | 20,5         |
|                                                       | Stefan Heck                 | CDU                 | 44.013      | 29,1        | 39.797       | 26,3         |
|                                                       | Andreas Lukas May           | GRÜNE               | 13.738      | 9,1         | 19.597       | 12,9         |
|                                                       | Alexander Maximilian Keller | FDP                 | 3.481       | 2,3         | 5.910        | 3,9          |
|                                                       | Julian Schmidt              | AfD                 | 27.634      | 18,3        | 27.522       | 18,2         |
|                                                       | Philipp Jacob Henning       | Die Linke           | 11.452      | 7,6         | 16.006       | 10,6         |
|                                                       | Gökhan Özdemir              | FREIE WÄHLER        | 2.642       | 1,7         | 1.877        | 1,2          |
|                                                       | —                           | Tierschutzpartei    | –           | –           | 1.690        | 1,1          |
|                                                       | —                           | Die PARTEI          | –           | –           | 651          | 0,4          |
|                                                       | Kai Malyska                 | Volt                | 1.494       | 1,0         | 944          | 0,6          |
|                                                       | —                           | PdH                 | –           | –           | 115          | 0,1          |
|                                                       | —                           | MLPD                | –           | –           | 32           | 0,0          |
|                                                       | —                           | BÜNDNIS DEUTSCHLAND | –           | –           | 213          | 0,1          |
|                                                       | —                           | BSW                 | –           | –           | 5.923        | 3,9          |
|                                                       | Jürgen Reitz                | Einzelbewerber      | 471         | 0,3         | –            | –            |
|                                                       | Jack Steven Wächter         | Einzelbewerber      | 258         | 0,2         | –            | –            |
|                                                       | Jan Nicolas Sollwedel       | Einzelbewerber      | 206         | 0,1         | –            | –            |
| Gesamt                                                | Gesamt                      | Gesamt              | 151.163     | 100         | 151.381      | 100          |
|                                                       |                             |                     |             |             |              |              |
| Ungültige Stimmen                                     | Ungültige Stimmen           | Ungültige Stimmen   | 1.188       | 0,8         | 970          | 0,6          |
| Wähler                                                | Wähler                      | Wähler              | 152.351     | 84,7        | 152.351      | 84,7         |
| Wahlberechtigte                                       | Wahlberechtigte             | Wahlberechtigte     | 179.871     |             | 179.871      |              |
|                                                       |                             |                     |             |             |              |              |
| Quellen: Die Bundeswahlleiterin, Kandidaten – Stimmen |                             |                     |             |             |              |              |

### Bundestagswahl 2021
Die Bundestagswahl 2021 fand am Sonntag, den 26. September 2021, statt. In Hessen hatten sich 25 Parteien mit ihrer Landesliste beworben. Die APPD wurde vom Bundeswahlausschuss nicht als Partei anerkannt. Die SGP wurde vom Landeswahlausschuss zurückgewiesen, da nicht die erforderlichen 500 Unterschriften zur Unterstützung vorgelegt wurden. Somit bewarben sich 23 Parteien mit ihren Landeslisten in Hessen. Auf den Landeslisten kandidierten insgesamt 447 Bewerber, davon etwas mehr als ein Drittel (156) Frauen.
Ergebnis der Bundestagswahl 2021.
| Direktkandidat           | Partei           | Erststimmen in % | Zweitstimmen in % |
| ------------------------ | ---------------- | ---------------- | ----------------- |
| Stefan Heck              | CDU              | 26,1             | 22,1              |
| Sören Bartol             | SPD              | 36,9             | 30,0              |
| Julian Schmidt           | AfD              | 9,0              | 8,9               |
| Niklas Hannott           | FDP              | 6,7              | 10,6              |
| Stephanie Theiss         | GRÜNE            | 13,4             | 15,9              |
| Maximilian Philipp Peter | DIE LINKE        | 4,7              | 5,8               |
| Gökhan Özdemir           | FREIE WÄHLER     | 1,6              | 1,3               |
| Rüdiger Schapner         | dieBasis         | 1,5              | 1,3               |
| -                        | Tierschutzpartei | -                | 1,3               |
| -                        | Die PARTEI       | -                | 0,8               |

### Bundestagswahl 2017
Die Bundestagswahl 2017 fand am Sonntag, den 24. September 2017, statt. In Hessen haben sich 20 Parteien mit ihrer Landesliste beworben. Die Allianz Deutscher Demokraten zog ihre Bewerbung zurück. Die Violetten wurde vom Landeswahlausschuss zurückgewiesen, da nicht die erforderlichen 2000 Unterschriften zur Unterstützung vorgelegt wurden. Somit bewarben sich 18 Parteien mit ihren Landeslisten in Hessen. Auf den Landeslisten kandidierten insgesamt 353 Bewerber, davon nicht ganz ein Drittel (114) Frauen.
| Gegenstand der Nachweisung | Gegenstand der Nachweisung | Erst- stimmen | Erst- stimmen | Zweit- stimmen | Zweit- stimmen |
| Bewerber                   | Partei                     | Anzahl        | %             | Anzahl         | %              |
| -------------------------- | -------------------------- | ------------- | ------------- | -------------- | -------------- |
| Wahlberechtigte            | Wahlberechtigte            | 183.296       |               | 183.296        |                |
| Wähler                     | Wähler                     | 142.365       | 77,7 %        | 142.356        | 77,7 %         |
| Ungültige Stimmen          | Ungültige Stimmen          | 1799          | 1,3 %         | 1579           | 1,1 %          |
| Gültige Stimmen            | Gültige Stimmen            | 140.566       | 98,7 %        | 140.786        | 98,9 %         |
| davon                      |                            |               |               |                |                |
| Stefan Heck                | CDU                        | 46.888        | 33,4 %        | 42.377         | 30,1 %         |
| Sören Bartol               | SPD                        | 50.214        | 35,7 %        | 37.202         | 26,4 %         |
| Rainer Flohrschütz         | GRÜNE                      | 8.989         | 6,4 %         | 13.088         | 9,3 %          |
| Elisabeth Kula             | DIE LINKE                  | 11.557        | 8,2 %         | 14.420         | 10,2 %         |
| Julian Schmidt             | AfD                        | 14.378        | 10,2 %        | 16.125         | 11,5 %         |
| Hanke Friedrich Bokelmann  | FDP                        | 6.044         | 4,3 %         | 12.191         | 8,7 %          |
| Daniel Baron               | FREIE WÄHLER               | 2.005         | 1,4 %         | 950            | 0,7 %          |
| Rainer Schmidtke           | Einzelbewerber             | 491           | 0,3 %         | -              | -              |

### Bundestagswahl 2013
| Gegenstand der Nachweisung | Gegenstand der Nachweisung | Erst- stimmen | Erst- stimmen | Zweit- stimmen | Zweit- stimmen |
| Bewerber                   | Partei                     | Anzahl        | %             | Anzahl         | %              |
| -------------------------- | -------------------------- | ------------- | ------------- | -------------- | -------------- |
| Wahlberechtigte            | Wahlberechtigte            | 184.686       | 100,0         | 184.686        | 100,0          |
| Wähler                     | Wähler                     | 130.945       | 70,9          | 130.945        | 70,9           |
| Ungültige Stimmen          | Ungültige Stimmen          | 2.943         | 2,2           | 3.036          | 2,3            |
| Gültige Stimmen            | Gültige Stimmen            | 128.002       | 100,0         | 127.909        | 100,0          |
| davon                      |                            |               |               |                |                |
| Stefan Heck                | CDU                        | 50.683        | 39,6          | 46.993         | 36,7           |
| Sören Bartol               | SPD                        | 55.982        | 43,7          | 42.749         | 33,4           |
| Jörg Hartmut Behlen        | FDP                        | 2.229         | 1,7           | 5.111          | 4,0            |
| Matthias Knoche            | GRÜNE                      | 7.595         | 5,9           | 13.443         | 10,5           |
| Janis Ehling               | DIE LINKE                  | 6.746         | 5,3           | 8.720          | 6,8            |
| Michael Weber              | PIRATEN                    | 2.581         | 2,0           | 2.206          | 1,7            |
| Alfred Hermann Horst       | NPD                        | 1.459         | 1,1           | 1.034          | 0,8            |
|                            | REP                        | –             | –             | 313            | 0,2            |
|                            | BüSo                       | –             | –             | 47             | 0,0            |
|                            | MLPD                       | –             | –             | 26             | 0,0            |
|                            | AfD                        | –             | –             | 5.858          | 4,6            |
|                            | pro Deutschland            | –             | –             | 109            | 0,1            |
|                            | FREIE WÄHLER               | –             | –             | 593            | 0,5            |
| Marcus-Alexander Assmann   | Die PARTEI                 | 727           | 0,6           | 645            | 0,5            |
|                            | PSG                        | –             | –             | 62             | 0,0            |

### Bundestagswahl 2009
| Gegenstand der Nachweisung | Gegenstand der Nachweisung | Erst- stimmen | Erst- stimmen | Zweit- stimmen | Zweit- stimmen |
| Bewerber                   | Partei                     | Anzahl        | %             | Anzahl         | %              |
| -------------------------- | -------------------------- | ------------- | ------------- | -------------- | -------------- |
| Wahlberechtigte            | Wahlberechtigte            | 185.071       | 100,0         | 185.071        | 100,0          |
| Wähler                     | Wähler                     | 135.293       | 73,1          | 135.293        | 73,1           |
| Ungültige Stimmen          | Ungültige Stimmen          | 2.382         | 1,8           | 2.195          | 1,6            |
| Gültige Stimmen            | Gültige Stimmen            | 132.911       | 100,0         | 133.098        | 100,0          |
| davon                      |                            |               |               |                |                |
| Sören Bartol               | SPD                        | 51.712        | 38,9          | 38.139         | 28,7           |
| Stefan Heck                | CDU                        | 47.322        | 35,6          | 41.356         | 31,1           |
| Jörg Behlen                | FDP                        | 10.964        | 8,2           | 17.410         | 13,1           |
| Matthias Knoche            | GRÜNE                      | 10.366        | 7,8           | 16.884         | 12,7           |
| Hans Köster-Sollwedel      | DIE LINKE                  | 10.857        | 8,2           | 13.181         | 9,9            |
| Manuel Mann                | NPD                        | 1.690         | 1,3           | 1.290          | 1,0            |
|                            | REP                        | –             | –             | 843            | 0,6            |
|                            | Die Tierschutzpartei       | –             | –             | 1.116          | 0,8            |
|                            | BüSo                       | –             | –             | 151            | 0,1            |
|                            | MLPD                       | –             | –             | 27             | 0,0            |
|                            | DVU                        | –             | –             | 76             | 0,1            |
|                            | PIRATEN                    | –             | –             | 2.625          | 2,0            |

### Bundestagswahl 2005
| Gegenstand der Nachweisung | Gegenstand der Nachweisung | Erst- stimmen | Erst- stimmen | Zweit- stimmen | Zweit- stimmen |
| Bewerber                   | Partei                     | Anzahl        | %             | Anzahl         | %              |
| -------------------------- | -------------------------- | ------------- | ------------- | -------------- | -------------- |
| Wahlberechtigte            | Wahlberechtigte            | 183.984       | 100,0         | 183.984        | 100,0          |
| Wähler                     | Wähler                     | 143.978       | 78,3          | 143.978        | 78,3           |
| Ungültige Stimmen          | Ungültige Stimmen          | 2.778         | 1,9           | 2.620          | 1,8            |
| Gültige Stimmen            | Gültige Stimmen            | 141.200       | 100,0         | 141.358        | 100,0          |
| davon                      |                            |               |               |                |                |
| Sören Bartol               | SPD                        | 67.136        | 47,5          | 54.957         | 38,9           |
| Frank Gotthardt            | CDU                        | 51.653        | 36,6          | 45.080         | 31,9           |
| Elke Siebler               | GRÜNE                      | 5.685         | 4,0           | 14.231         | 10,1           |
| Heinrich J. Dingeldein     | FDP                        | 5.423         | 3,8           | 13.246         | 9,4            |
| Peter Metz                 | Die Linke.                 | 6.826         | 4,8           | 8.758          | 6,2            |
| Günter Hämer               | REP                        | 1.858         | 1,3           | 1.807          | 1,3            |
|                            | Die Tierschutzpartei       | –             | –             | 924            | 0,7            |
| Alfred Horst               | NPD                        | 1.517         | 1,1           | 1.560          | 1,1            |
|                            | GRAUE                      | –             | –             | 485            | 0,3            |
|                            | BüSo                       | –             | –             | 139            | 0,1            |
|                            | MLPD                       | –             | –             | 43             | 0,0            |
|                            | PSG                        | –             | –             | 128            | 0,1            |
| Peter Schäfer              | Einzelbewerber             | 1.102         | 0,8           | –              | –              |

### Bundestagswahl 2002
| Gegenstand der Nachweisung | Gegenstand der Nachweisung | Erst- stimmen | Erst- stimmen | Zweit- stimmen | Zweit- stimmen |
| Bewerber                   | Partei                     | Anzahl        | %             | Anzahl         | %              |
| -------------------------- | -------------------------- | ------------- | ------------- | -------------- | -------------- |
| Wahlberechtigte            | Wahlberechtigte            | 181.936       | 100,0         | 181.936        | 100,0          |
| Wähler                     | Wähler                     | 144.891       | 79,6          | 144.891        | 79,6           |
| Ungültige Stimmen          | Ungültige Stimmen          | 2.647         | 1,8           | 2.191          | 1,5            |
| Gültige Stimmen            | Gültige Stimmen            | 142.244       | 100,0         | 142.700        | 100,0          |
| davon                      |                            |               |               |                |                |
| Sören Bartol               | SPD                        | 68.027        | 47,8          | 60.301         | 42,3           |
| Werner Waßmuth             | CDU                        | 54.834        | 38,5          | 50.292         | 35,2           |
| Rainer Flohrschütz         | GRÜNE                      | 7.312         | 5,1           | 14.955         | 10,5           |
| Marina Marschall           | FDP                        | 6.824         | 4,8           | 10.068         | 7,1            |
| Günter Hämer               | REP                        | 2.308         | 1,6           | 1.669          | 1,2            |
| Pia Maier                  | PDS                        | 2.536         | 1,8           | 2.660          | 1,9            |
|                            | Die Tierschutzpartei       | –             | –             | 685            | 0,5            |
|                            | NPD                        | –             | –             | 308            | 0,2            |
|                            | GRAUE                      | –             | –             | 160            | 0,1            |
|                            | PBC                        | –             | –             | 587            | 0,4            |
|                            | CM                         | –             | –             | 162            | 0,1            |
|                            | ödp                        | –             | –             | 113            | 0,1            |
| Louis Donath               | BüSo                       | 403           | 0,3           | 120            | 0,1            |
|                            | Schill                     | –             | –             | 620            | 0,4            |

### Bundestagswahl 1998
| Gegenstand der Nachweisung | Gegenstand der Nachweisung | Erst- stimmen | Erst- stimmen | Zweit- stimmen | Zweit- stimmen |
| Bewerber                   | Partei                     | Anzahl        | %             | Anzahl         | %              |
| -------------------------- | -------------------------- | ------------- | ------------- | -------------- | -------------- |
| Wahlberechtigte            | Wahlberechtigte            | 181.430       | 100,0         | 181.430        | 100,0          |
| Wähler                     | Wähler                     | 153.443       | 84,6          | 153.443        | 84,6           |
| Ungültige Stimmen          | Ungültige Stimmen          | 1.871         | 1,2           | 1.794          | 1,2            |
| Gültige Stimmen            | Gültige Stimmen            | 151.572       | 100,0         | 151.649        | 100,0          |
| davon                      |                            |               |               |                |                |
| Friedrich Bohl             | CDU                        | 60.011        | 39,6          | 50.302         | 33,2           |
| Brigitte Lange             | SPD                        | 72.356        | 47,7          | 65.679         | 43,3           |
| Hubert Kleinert            | GRÜNE                      | 7.339         | 4,8           | 13.927         | 9,2            |
| Gisela Babel               | F.D.P.                     | 2.929         | 1,9           | 9.506          | 6,3            |
| Pia Maier                  | PDS                        | 2.297         | 1,5           | 2.845          | 1,9            |
|                            | APPD                       | –             | –             | 187            | 0,1            |
| Louis Donath               | BüSo                       | 269           | 0,2           | 121            | 0,1            |
| Florian Stoll              | BFB – Die Offensive        | 417           | 0,3           | 350            | 0,2            |
|                            | Chance 2000                | –             | –             | 123            | 0,1            |
| Rita Kissling              | CM                         | 410           | 0,3           | 256            | 0,2            |
|                            | DVU                        | –             | –             | 1.008          | 0,7            |
|                            | GRAUE                      | –             | –             | 209            | 0,1            |
| Günter Haemer              | REP                        | 4.561         | 3,0           | 4.532          | 3,0            |
|                            | DIE FRAUEN                 | –             | –             | 132            | 0,1            |
|                            | Pro DM                     | –             | –             | 1.001          | 0,7            |
|                            | Die Tierschutzpartei       | –             | –             | 370            | 0,2            |
| Alfred Horst               | NPD                        | 584           | 0,4           | 442            | 0,3            |
| Claus Fenger               | NATURGESETZ                | 399           | 0,3           | 155            | 0,1            |
|                            | ödp                        | –             | –             | 140            | 0,1            |
|                            | PBC                        | –             | –             | 345            | 0,2            |
|                            | PSG                        | –             | –             | 19             | 0,0            |

### Bundestagswahl 1994
| Gegenstand der Nachweisung | Gegenstand der Nachweisung | Erst- stimmen | Erst- stimmen | Zweit- stimmen | Zweit- stimmen |
| Bewerber                   | Partei                     | Anzahl        | %             | Anzahl         | %              |
| -------------------------- | -------------------------- | ------------- | ------------- | -------------- | -------------- |
| Wahlberechtigte            | Wahlberechtigte            | 181.254       | 100,0         | 181.254        | 100,0          |
| Wähler                     | Wähler                     | 149.859       | 82,7          | 149.859        | 82,7           |
| Ungültige Stimmen          | Ungültige Stimmen          | 2.021         | 1,3           | 1.877          | 1,3            |
| Gültige Stimmen            | Gültige Stimmen            | 147.838       | 100,0         | 147.982        | 100,0          |
| davon                      |                            |               |               |                |                |
| Friedrich Bohl             | CDU                        | 62.619        | 42,4          | 54.768         | 37,0           |
| Brigitte Lange             | SPD                        | 63.679        | 43,1          | 59.163         | 40,0           |
| Gisela Babel               | F.D.P.                     | 3.958         | 2,7           | 10.222         | 6,9            |
| Hubert Kleinert            | GRÜNE                      | 11.145        | 7,5           | 15.549         | 10,5           |
| Günter Friedrich Haemer    | REP                        | 3.628         | 2,5           | 3.990          | 2,7            |
| Georg Fülberth-Sperling    | PDS                        | 2.278         | 1,5           | 2.496          | 1,7            |
|                            | Solidarität                | –             | –             | 49             | 0,0            |
|                            | DIE GRAUEN                 | –             | –             | 500            | 0,3            |
| Brigitte Klein             | NATURGESETZ                | 531           | 0,4           | 361            | 0,2            |
|                            | MLPD                       | –             | –             | 11             | 0,0            |
|                            | ÖDP                        | –             | –             | 249            | 0,2            |
|                            | PBC                        | –             | –             | 624            | 0,4            |

### Bundestagswahl 1990
| Gegenstand der Nachweisung | Gegenstand der Nachweisung | Erst- stimmen | Erst- stimmen | Zweit- stimmen | Zweit- stimmen |
| Bewerber                   | Partei                     | Anzahl        | %             | Anzahl         | %              |
| -------------------------- | -------------------------- | ------------- | ------------- | -------------- | -------------- |
| Wahlberechtigte            | Wahlberechtigte            | 180.471       | 100,0         | 180.471        | 100,0          |
| Wähler                     | Wähler                     | 146.849       | 81,4          | 146.849        | 81,4           |
| Ungültige Stimmen          | Ungültige Stimmen          | 2.148         | 1,5           | 1.737          | 1,2            |
| Gültige Stimmen            | Gültige Stimmen            | 144.701       | 100,0         | 145.112        | 100,0          |
| davon                      |                            |               |               |                |                |
| Friedrich Bohl             | CDU                        | 61.187        | 42,3          | 56.284         | 38,8           |
| Brigitte Lange             | SPD                        | 59.836        | 41,4          | 58.555         | 40,4           |
| Marina Steindor            | GRÜNE                      | 11.817        | 8,2           | 9.994          | 6,9            |
| Gisela Babel               | F.D.P.                     | 8.542         | 5,9           | 14.070         | 9,7            |
|                            | DIE GRAUEN                 | –             | –             | 1.053          | 0,7            |
| Günter Friedrich Hämer     | REP                        | 2.767         | 1,9           | 2.914          | 2,0            |
| Alfred Horst               | NPD                        | 552           | 0,4           | 493            | 0,3            |
|                            | ÖDP                        | –             | –             | 602            | 0,4            |
|                            | PDS                        | –             | –             | 1.147          | 0,8            |

### Bundestagswahl 1987
| Gegenstand der Nachweisung | Gegenstand der Nachweisung | Erst- stimmen | Erst- stimmen | Zweit- stimmen | Zweit- stimmen |
| Bewerber                   | Partei                     | Anzahl        | %             | Anzahl         | %              |
| -------------------------- | -------------------------- | ------------- | ------------- | -------------- | -------------- |
| Wahlberechtigte            | Wahlberechtigte            | 171.256       | 100,0         | 171.256        | 100,0          |
| Wähler                     | Wähler                     | 148.229       | 86,6          | 148.229        | 86,6           |
| Ungültige Stimmen          | Ungültige Stimmen          | 2.154         | 1,5           | 1.602          | 1,1            |
| Gültige Stimmen            | Gültige Stimmen            | 146.075       | 100,0         | 146.627        | 100,0          |
| davon                      |                            |               |               |                |                |
| Friedrich Bohl             | CDU                        | 63.642        | 43,6          | 57.108         | 38,9           |
| Gerhard Jahn               | SPD                        | 62.380        | 42,7          | 60.337         | 41,1           |
| Gisela Babel               | F.D.P.                     | 5.151         | 3,5           | 11.987         | 8,2            |
| Hubert Kleinert            | GRÜNE                      | 12.114        | 8,3           | 15.479         | 10,6           |
|                            | FRAUEN                     | –             | –             | 369            | 0,3            |
|                            | MLPD                       | –             | –             | 40             | 0,0            |
|                            | NPD                        | –             | –             | 913            | 0,6            |
|                            | ÖDP                        | –             | –             | 322            | 0,2            |
|                            | Patrioten                  | –             | –             | 72             | 0,0            |
| Heinrich Michel            | ASD                        | 349           | 0,2           | –              | –              |
| Urte Goebel                | FRIEDEN                    | 2.439         | 1,7           | –              | –              |

### Bundestagswahl 1983
| Gegenstand der Nachweisung | Gegenstand der Nachweisung | Erst- stimmen | Erst- stimmen | Zweit- stimmen | Zweit- stimmen |
| Bewerber                   | Partei                     | Anzahl        | %             | Anzahl         | %              |
| -------------------------- | -------------------------- | ------------- | ------------- | -------------- | -------------- |
| Wahlberechtigte            | Wahlberechtigte            | 163.887       | 100,0         | 163.887        | 100,0          |
| Wähler                     | Wähler                     | 148.014       | 90,3          | 148.014        | 90,3           |
| Ungültige Stimmen          | Ungültige Stimmen          | 1.568         | 1,1           | 1.228          | 0,8            |
| Gültige Stimmen            | Gültige Stimmen            | 146.446       | 100,0         | 146.786        | 100,0          |
| davon                      |                            |               |               |                |                |
| Gerhard Jahn               | SPD                        | 66.185        | 45,2          | 62.533         | 42,6           |
| Friedrich Bohl             | CDU                        | 69.664        | 47,6          | 64.116         | 43,7           |
| Günther Schulte            | F.D.P.                     | 2.266         | 1,5           | 9.158          | 6,2            |
| Gerhard Bauß               | DKP                        | 1.062         | 0,7           | 711            | 0,5            |
| Hubert Kleinert            | GRÜNE                      | 7.269         | 5,0           | 9.950          | 6,8            |
|                            | EAP                        | –             | –             | 46             | 0,0            |
|                            | NPD                        | –             | –             | 272            | 0,2            |

### Bundestagswahl 1980
| Gegenstand der Nachweisung | Gegenstand der Nachweisung | Erst- stimmen | Erst- stimmen | Zweit- stimmen | Zweit- stimmen |
| Bewerber                   | Partei                     | Anzahl        | %             | Anzahl         | %              |
| -------------------------- | -------------------------- | ------------- | ------------- | -------------- | -------------- |
| Wahlberechtigte            | Wahlberechtigte            | 160.121       | 100,0         | 160.121        | 100,0          |
| Wähler                     | Wähler                     | 143.590       | 89,7          | 143.590        | 89,7           |
| Ungültige Stimmen          | Ungültige Stimmen          | 2.093         | 1,5           | 1.353          | 0,9            |
| Gültige Stimmen            | Gültige Stimmen            | 141.497       | 100,0         | 142.237        | 100,0          |
| davon                      |                            |               |               |                |                |
| Gerhard Jahn               | SPD                        | 70.140        | 49,6          | 67.881         | 47,7           |
| Friedrich Bohl             | CDU                        | 59.378        | 42,0          | 57.207         | 40,2           |
| Ulrich Holzhauer           | F.D.P.                     | 6.854         | 4,8           | 13.049         | 9,2            |
| Gerhard Bauß               | DKP                        | 1.477         | 1,0           | 1.020          | 0,7            |
| Jan Kuhnert                | GRÜNE                      | 3.648         | 2,6           | 2.766          | 1,9            |
|                            | EAP                        | –             | –             | 25             | 0,0            |
|                            | KBW                        | –             | –             | 27             | 0,0            |
|                            | NPD                        | –             | –             | 215            | 0,2            |
|                            | V                          | –             | –             | 47             | 0,0            |

### Bundestagswahl 1976
| Gegenstand der Nachweisung | Gegenstand der Nachweisung | Erst- stimmen | Erst- stimmen | Zweit- stimmen | Zweit- stimmen |
| Bewerber                   | Partei                     | Anzahl        | %             | Anzahl         | %              |
| -------------------------- | -------------------------- | ------------- | ------------- | -------------- | -------------- |
| Wahlberechtigte            | Wahlberechtigte            | 155.117       | 100,0         | 155.117        | 100,0          |
| Wähler                     | Wähler                     | 141.808       | 91,4          | 141.808        | 91,4           |
| Ungültige Stimmen          | Ungültige Stimmen          | 1.601         | 1,1           | 882            | 0,6            |
| Gültige Stimmen            | Gültige Stimmen            | 140.207       | 100,0         | 140.926        | 100,0          |
| davon                      |                            |               |               |                |                |
| Gerhard Jahn               | SPD                        | 66.286        | 47,3          | 65.176         | 46,2           |
| Walter Wallmann            | CDU                        | 63.993        | 45,6          | 63.531         | 45,1           |
| Wolfgang Plannet           | F.D.P.                     | 6.727         | 4,8           | 9.837          | 7,0            |
|                            | AUD                        | –             | –             | 153            | 0,1            |
|                            | AVP                        | –             | –             | 13             | 0,0            |
| Eberhard Dähne             | DKP                        | 2.777         | 2,0           | 1.651          | 1,2            |
|                            | EAP                        | –             | –             | 11             | 0,0            |
|                            | KPD                        | –             | –             | 82             | 0,1            |
|                            | KBW                        | –             | –             | 89             | 0,1            |
| Felix Buck                 | NPD                        | 424           | 0,3           | 383            | 0,3            |

### Bundestagswahl 1972
| Gegenstand der Nachweisung | Gegenstand der Nachweisung | Erst- stimmen | Erst- stimmen | Zweit- stimmen | Zweit- stimmen |
| Bewerber                   | Partei                     | Anzahl        | %             | Anzahl         | %              |
| -------------------------- | -------------------------- | ------------- | ------------- | -------------- | -------------- |
| Wahlberechtigte            | Wahlberechtigte            | 152.804       | 100,0         | 152.804        | 100,0          |
| Wähler                     | Wähler                     | 139.108       | 91,0          | 139.108        | 91,0           |
| Ungültige Stimmen          | Ungültige Stimmen          | 1.703         | 1,2           | 909            | 0,7            |
| Gültige Stimmen            | Gültige Stimmen            | 137.405       | 100,0         | 138.199        | 100,0          |
| davon                      |                            |               |               |                |                |
| Gerhard Jahn               | SPD                        | 73.317        | 53,4          | 65.909         | 47,7           |
| Walter Wallmann            | CDU                        | 57.635        | 41,9          | 57.776         | 41,8           |
| Peter Becker               | F.D.P.                     | 4.889         | 3,6           | 12.852         | 9,3            |
| Hermann Krüger             | DKP                        | 932           | 0,7           | 740            | 0,5            |
|                            | EFP                        | –             | –             | 108            | 0,1            |
| Wolfgang Penzler           | NPD                        | 632           | 0,5           | 814            | 0,6            |

### Bundestagswahl 1969
| Gegenstand der Nachweisung | Gegenstand der Nachweisung | Erst- stimmen | Erst- stimmen | Zweit- stimmen | Zweit- stimmen |
| Bewerber                   | Partei                     | Anzahl        | %             | Anzahl         | %              |
| -------------------------- | -------------------------- | ------------- | ------------- | -------------- | -------------- |
| Wahlberechtigte            | Wahlberechtigte            | 140.546       | 100,0         | 140.546        | 100,0          |
| Wähler                     | Wähler                     | 122.757       | 87,3          | 122.757        | 87,3           |
| Ungültige Stimmen          | Ungültige Stimmen          | 3.805         | 3,1           | 1.838          | 1,5            |
| Gültige Stimmen            | Gültige Stimmen            | 118.952       | 100,0         | 120.919        | 100,0          |
| davon                      |                            |               |               |                |                |
| Gerhard Jahn               | SPD                        | 58.494        | 49,2          | 54.732         | 45,3           |
| Ludwig Preiß               | CDU                        | 48.551        | 40,8          | 49.257         | 40,7           |
| Leonhard Froese            | FDP                        | 6.106         | 5,1           | 8.166          | 6,8            |
| Hans-Dieter Nix            | ADF                        | 631           | 0,5           | 609            | 0,5            |
|                            | EP                         | –             | –             | 157            | 0,1            |
|                            | GPD                        | –             | –             | 629            | 0,5            |
| Walter Scholz              | NPD                        | 5.170         | 4,3           | 7.369          | 6,1            |

### Bundestagswahl 1965
| Gegenstand der Nachweisung | Gegenstand der Nachweisung | Erst- stimmen | Erst- stimmen | Zweit- stimmen | Zweit- stimmen |
| Bewerber                   | Partei                     | Anzahl        | %             | Anzahl         | %              |
| -------------------------- | -------------------------- | ------------- | ------------- | -------------- | -------------- |
| Wahlberechtigte            | Wahlberechtigte            | 138.438       | 100,0         | 138.438        | 100,0          |
| Wähler                     | Wähler                     | 118.828       | 85,8          | 118.828        | 85,8           |
| Ungültige Stimmen          | Ungültige Stimmen          | 4.682         | 3,9           | 3.749          | 3,2            |
| Gültige Stimmen            | Gültige Stimmen            | 114.146       | 100,0         | 115.079        | 100,0          |
| davon                      |                            |               |               |                |                |
| Gerhard Jahn               | SPD                        | 50.809        | 44,5          | 49.189         | 42,7           |
| Ludwig Preiß               | CDU                        | 51.236        | 44,9          | 46.418         | 40,3           |
| Hans Bayer                 | FDP                        | 8.353         | 7,3           | 14.519         | 12,6           |
| Wilhelm Noll               | AUD                        | 415           | 0,4           | 425            | 0,4            |
| Friedrich Kaufmann         | DFU                        | 1.382         | 1,2           | 1.735          | 1,5            |
| Johann Stegmann            | NPD                        | 1.951         | 1,7           | 2.793          | 2,4            |

### Bundestagswahl 1961
| Gegenstand der Nachweisung | Gegenstand der Nachweisung | Erst- stimmen | Erst- stimmen | Zweit- stimmen | Zweit- stimmen |
| Bewerber                   | Partei                     | Anzahl        | %             | Anzahl         | %              |
| -------------------------- | -------------------------- | ------------- | ------------- | -------------- | -------------- |
| Wahlberechtigte            | Wahlberechtigte            | 133.399       | 100,0         | 133.399        | 100,0          |
| Wähler                     | Wähler                     | 114.805       | 86,1          | 114.805        | 86,1           |
| Ungültige Stimmen          | Ungültige Stimmen          | 3.236         | 2,8           | 5.860          | 5,1            |
| Gültige Stimmen            | Gültige Stimmen            | 111.569       | 100,0         | 108.945        | 100,0          |
| davon                      |                            |               |               |                |                |
| Ludwig Preiß               | CDU                        | 44.801        | 40,2          | 39.419         | 36,2           |
| Gerhard Jahn               | SPD                        | 46.270        | 41,5          | 44.112         | 40,5           |
| Gerhard Daub               | FDP                        | 13.095        | 11,7          | 17.144         | 15,7           |
| Paul Gusovius              | GDP (DP-BHE)               | 4.138         | 3,7           | 4.793          | 4,4            |
| Dietrich Höhne             | DFU                        | 2.086         | 1,9           | 2.384          | 2,2            |
| Hans Steinhaus             | DRP                        | 948           | 0,8           | 1.093          | 1,0            |
| Wilhelm Noll               | DG                         | 231           | 0,2           | –              | –              |

### Bundestagswahl 1957
| Gegenstand der Nachweisung | Gegenstand der Nachweisung | Erst- stimmen | Erst- stimmen | Zweit- stimmen | Zweit- stimmen |
| Bewerber                   | Partei                     | Anzahl        | %             | Anzahl         | %              |
| -------------------------- | -------------------------- | ------------- | ------------- | -------------- | -------------- |
| Wahlberechtigte            | Wahlberechtigte            | 125.857       | 100,0         | 125.857        | 100,0          |
| Wähler                     | Wähler                     | 110.414       | 87,7          | 110.414        | 87,7           |
| Ungültige Stimmen          | Ungültige Stimmen          | 9.676         | 8,8           | 4.699          | 4,3            |
| Gültige Stimmen            | Gültige Stimmen            | 100.738       | 100,0         | 105.715        | 100,0          |
| davon                      |                            |               |               |                |                |
| Gerhard Jahn               | SPD                        | 36.754        | 36,5          | 35.047         | 33,2           |
|                            | CDU                        | –             | –             | 41.168         | 38,9           |
| Ludwig Mütze               | FDP                        | 11.959        | 11,9          | 9.746          | 9,2            |
| Frank Seiboth              | GB/BHE                     | 8.255         | 8,2           | 6.804          | 6,4            |
| Ludwig Preiß1)             | DP                         | 42.223        | 41,9          | 11.770         | 11,1           |
|                            | BdD                        | –             | –             | 281            | 0,3            |
| Richard Heynmöller         | DRP                        | 927           | 0,9           | 899            | 0,9            |
| Aloysius Franke            | DG                         | 620           | 0,6           | –              | –              |

1)1957 war Preiß der gemeinsame Kandidat der CDU und der DP. Die CDU stellte keinen eigenen Kandidaten auf und rief zur Wahl von Preiß auf.

### Bundestagswahl 1953
| Gegenstand der Nachweisung | Gegenstand der Nachweisung | Erst- stimmen | Erst- stimmen | Zweit- stimmen | Zweit- stimmen |
| Bewerber                   | Partei                     | Anzahl        | %             | Anzahl         | %              |
| -------------------------- | -------------------------- | ------------- | ------------- | -------------- | -------------- |
| Wahlberechtigte            | Wahlberechtigte            | 125.054       | 100,0         | 125.054        | 100,0          |
| Wähler                     | Wähler                     | 106.988       | 85,6          | 106.988        | 85,6           |
| Ungültige Stimmen          | Ungültige Stimmen          | 2.518         | 2,4           | 3.729          | 3,5            |
| Gültige Stimmen            | Gültige Stimmen            | 104.470       | 100,0         | 103.259        | 100,0          |
| davon                      |                            |               |               |                |                |
| Hermann Müller             | CDU                        | 26.245        | 25,1          | 31.573         | 30,6           |
| Georg Gaßmann              | SPD                        | 31.454        | 30,1          | 29.989         | 29,0           |
| Ludwig Preiß               | FDP                        | 35.154        | 33,6          | 26.697         | 25,9           |
| Frank Seiboth              | GB/BHE                     | 6.899         | 6,6           | 7.661          | 7,4            |
| Werner Brinkmann           | DP                         | 647           | 0,6           | 2.532          | 2,5            |
| Karl Geßner                | KPD                        | 1.062         | 1,0           | 1.092          | 1,1            |
| Wolf Ewert                 | GVP                        | 2.914         | 2,8           | 3.715          | 3,6            |
| Erna Stoecker              | DNS                        | 95            | 0,1           | –              | –              |

### Bundestagswahl 1949
|                   | Partei            | Anzahl  | %     |
| ----------------- | ----------------- | ------- | ----- |
| Wahlberechtigte   | Wahlberechtigte   | 126.656 | 100,0 |
| Wähler            | Wähler            | 89.334  | 70,5  |
| Ungültige Stimmen | Ungültige Stimmen | 2.699   | 3,0   |
| Gültige Stimmen   | Gültige Stimmen   | 86.635  | 100,0 |
| davon             |                   |         |       |
| Wenzel Jaksch     | SPD               | 22.951  | 26,5  |
| Otto von Sethe    | CDU               | 16.549  | 19,1  |
| Ludwig Preiß      | FDP               | 31.357  | 36,2  |
| Karl Willmann     | KPD               | 3.210   | 3,7   |
| Karl Fiege        | Unabhängiger      | 12.568  | 14,5  |